# 熊田禎宣
熊田 禎宣（くまた よしのぶ、1939年8月14日 - 2009年5月13日）は、日本の社会工学者。東京工業大学名誉教授。退官後、千葉商科大学政策情報学部教授。日本計画行政学会会長、日本地域学会会長、資産政策評価学会会長などを歴任。

## 人物・経歴
福島県出身。1962年東京工業大学建築科卒業。1964年東京工業大学大学院理工学研究科建築学専攻修士課程修了。1967年東京工業大学大学院理工学研究科建築学専攻博士課程修了、工学博士。石原舜介門下。同年東京工業大学理工学部助手、カリフォルニア大学客員研究員。1969年東京工業大学理工学部助教授。
1979年東京工業大学工学部教授。1975年東京工業大学大学院総合理工学研究科システム科学専攻教授兼任。1987年日本社会情報学会副会長。1994年ソフトピアジャパン顧問。1997年日本シミュレーション&ゲーミング学会会長。1998年科学技術融合振興財団理事。
1999年日本計画行政学会会長。2000年東京工業大学名誉教授、コンピュータエンターテインメント協会理事、千葉商科大学政策情報学部教授。2000年日本都市住宅学会顧問。2002年日本計画行政学会名誉会長。2004年千葉商科大学政策情報学研究科委員長。2005年日本環境共生学会会長、資産評価政策学会会長、日本地域学会会長、環太平洋地域学会会長。日本学術会議会員、日本不動産学会会長なども歴任した。
2009年千葉県市川市の自宅において心臓発作で急逝。同年正四位瑞宝中綬章。同年記念して日本地域学会学会賞修士論文賞の呼称が熊田禎宣賞（修士論文賞）と改定された。指導学生に根本敏則一橋大学名誉教授、木谷忍東北大学教授など。

## 受賞
- 1964年 日本都市計画学会石川賞[3]
- 1982年 日本都市計画学会賞[3]
- 2000年 日本シミュレーション&ゲーミング学会賞[3]、日本社会情報学会優秀論文賞[3]
- 2002年 日本地域学会著作賞[3]、日本計画行政学会特別功績賞[3]、日本不動産学会著作賞[3]
- 2006年 日本不動産学会特別功績賞[3]、日本計画行政学会論説賞[3]